# Cephas
Cephas (łac. Diœcesis Cephasenus) – stolica historycznej diecezji w Cesarstwie Rzymskim (prowincja Mezopotamia), współcześnie w Turcji. Od 1933 katolickie biskupstwo tytularne, wakujące od 1974.

## Biskupi tytularni
| Lp. | Biskup                 | Od             | Do            |
| --- | ---------------------- | -------------- | ------------- |
| 1   | Jules Kandela          | 12 maja 1951   | 7 marca 1952  |
| 2   | Miguel Medina y Medina | 16 lipca 1952  | 23 marca 1964 |
| 3   | Kuriakose Kunnacherry  | 9 grudnia 1967 | 5 maja 1974   |